# Sicyopus discordipinnis
Sicyopus discordipinnis är en fiskart som beskrevs av Watson, 1995. Sicyopus discordipinnis ingår i släktet Sicyopus och familjen smörbultsfiskar. IUCN kategoriserar arten globalt som otillräckligt studerad. Inga underarter finns listade i Catalogue of Life.